# Chuck Israels
Charles H. 'Chuck' Israels (New York, 10 augustus 1936) is een Amerikaanse jazzbassist, componist en arrangeur. Hij is het meest bekend door zijn werk in het trio van Bill Evans. Hij heeft tevens samengewerkt met onder meer Billie Holiday, Benny Goodman, Coleman Hawkins, Stan Getz, Herbie Hancock, J. J. Johnson, John Coltrane en Judy Collins.

## Biografie
Israels groeide op in een muzikaal gezin. Zijn stiefvader was de zanger Mordecai Bauman, die veel samengewerkt heeft met de componist Hanns Eisler. Over de vloer kwamen bekende artiesten als Paul Robeson, Pete Seeger en The Weavers. Dankzij een concert van de Louis Armstrong's All Stars in 1948, geproduceerd door zijn ouders, kwam hij voor het eerst in contact met jazzmusici.
Als bassist is Israels autodidact, maar hij studeerde later muziek aan Brandeis University en, in 1959, in Parijs. Hier werkte hij ook met Bud Powell, zijn eerst professionele werk. Zijn eerste opnames maakte hij al in 1958, als bassist in een sessie van Cecil Taylor met John Coltrane, Kenny Dorham en Louis Hayes, uitgekomen onder de titel "Stereo Drive". Een van de opnames van die sessie was een nummer van Israel's hand, "Double Clutching". In 1960 werd hij lid van het sextet van George Russell. Hij maakte opnames met onder andere Eric Dolphy, Stan Getz, Coleman Hawkins en J. J. Johnson. Het meest bekend werd hij door zijn werk in het Bill Evans Trio, waar hij in 1961 de verongelukte bassist Scott LaFaro verving. Hij werkte hier tot 1966, zijn spel is te horen op een tiental albums van de pianist. Van 1973 tot 1981 was hij leider van het National Jazz Ensemble, er verschenen verschillende albums van het gezelschap, zoals een plaat met Gerry Mulligan (2017). Israels maakte ook platen met het Kronos Quartet en Rosemary Clooney. In 1997 werkte hij samen met het Metropole Orkest met als resultaat een album, 'Eindhoven Concert'.
Van 1986 tot 2010 was hij hoofd van de afdeling Jazz Studies van Western Washington University in Bellingham.

## Discografie

### Als leider
| Jaar | Album                                             | Groep                            |
| ---- | ------------------------------------------------- | -------------------------------- |
| 1975 | National Jazz Ensemble                            | National Jazz Ensemble           |
| 1992 | Meeting On Hvar                                   | Chuck Israels International Trio |
| 1999 | The Bellingham Sessions                           | Chuck Israels Quartet            |
| 2008 | Convergence                                       | Chuck Israels Trio               |
| 2012 | It's Nice To Be With You                          | Chuck Israels Trio               |
| 2013 | Chaconne A Son Gout                               | Chuck Israels Quartet            |
| 2013 | Second Wind: A Tribute To The Music of Bill Evans | Chuck Israels Jazz Orchestra     |
| 2015 | Joyful Noise: The Music of Horace Silver          | Chuck Israels Jazz Orchestra     |
| 2016 | Garden of Delights                                | Chuck Israels Jazz Orchestra     |

### Als 'sideman'
| Jaar | Album                                                        | Artiest                            |
| ---- | ------------------------------------------------------------ | ---------------------------------- |
| 1959 | Stereo Drive                                                 | Cecil Taylor                       |
| 1960 | George Russell Sextet at the Five Spot                       | George Russell                     |
| 1960 | Stratusphunk                                                 | George Russell                     |
| 1961 | George Russell Sextet in K.C.                                | George Russell                     |
| 1961 | Eric Dolphy In Europe                                        | Eric Dolphy                        |
| 1961 | A Day in the City                                            | Don Friedman                       |
| 1962 | Circle Waltz                                                 | Don Friedman                       |
| 1962 | Nirvana                                                      | Bill Evans en Herbie Mann          |
| 1962 | Moon Beams                                                   | Bill Evans                         |
| 1962 | How My Heart Sings!                                          | Bill Evans                         |
| 1962 | Time Remembered                                              | Bill Evans                         |
| 1963 | Eddie Costa: Memorial Concert                                | Coleman Hawkins en Clark Terry     |
| 1963 | Something's Coming!                                          | Gary Burton                        |
| 1963 | At Shelly's Manne-Hole                                       | Bill Evans                         |
| 1964 | The Bill Evans Trio "Live"                                   | Bill Evans                         |
| 1964 | Waltz for Debby                                              | Bill Evans en Monica Zetterlund    |
| 1964 | The Judy Collins Concert                                     | Judy Collins                       |
| 1965 | Trio '65                                                     | Bill Evans                         |
| 1965 | Bill Evans Trio with Symphony Orchestra                      | Bill Evans                         |
| 1966 | Bill Evans at Town Hall                                      | Bill Evans                         |
| 1964 | Getz Au Go Go                                                | Stan Getz                          |
| 1965 | Here and Now                                                 | Hampton Hawes                      |
| 1963 | My Point of View                                             | Herbie Hancock                     |
| 1963 | Impressions of Cleopatra                                     | Paul Horn                          |
| 1963 | J.J.'s Broadway                                              | J. J. Johnson                      |
| 1963 | New Jazz On Campus                                           | Paul Winter                        |
| 1965 | Fifth Album                                                  | Judy Collins                       |
| 1966 | No Dirty Names                                               | Dave Van Ronk                      |
| 1966 | The Doors of Perception                                      | Dave Pike                          |
| 1973 | Mizrab                                                       | Gábor Szabó                        |
| 1974 | Phoebe Snow                                                  | Phoebe Snow                        |
| 1976 | End of a Rainbow                                             | Patti Austin                       |
| 1978 | Baltimore                                                    | Nina Simone                        |
| 1985 | Rosemary Clooney Sings Ballads                               | Rosemary Clooney                   |
| 1985 | Monk Suite: Kronos Quartet Plays Music of Thelonious Monk    | Kronos Quartet                     |
| 1997 | Chuck Israels and the Metropole Orchestra: Eindhoven Concert | Metropole Orkest en Claudio Roditi |
| 1998 | An Evening With Herb Ellis                                   | Herb Ellis                         |
| 2005 | Strictly Confidential                                        | Jon Mayer                          |
| 2010 | Barry Harris in Spain                                        | Barry Harris                       |